# Hospital Eduardo de Menezes

O Hospital Eduardo de Menezes (HEM) é um hospital público, da rede FHEMIG,integrante da rede SUS de Belo Horizonte. Minas Gerais. Localiza-se no bairro Bonsucesso (Belo Horizonte), na regional do Barreiro.
É referência estadual para o tratamento de doenças infectocontagiosas e na atuação em dermatologia sanitária, atuando também na pesquisa, formação e capacitação profissional.Orienta e atende 500 pacientes por mês no tratamento de AIDS, sendo que existem pacientes portadores do vírus HIV que estão há mais de 20 anos sendo acompanhados na unidade..

## História
Foi inaugurado em 1954 com o nome de Sanatório do Estado de Minas Gerais. Antes de integrar a Fundação Hospitalar do Estado de Minas Gerais, em 1977, a unidade pertencia à Secretaria Estadual de Saúde. No início da década de 80, o Sanatório se transforma em Hospital Eduardo de Menezes com atendimento para clínica médica e tisiopneumologia (doenças pulmonares). Com o início da epidemia de AIDS, na década de 80, o HEM abriu leitos para pacientes portadores da doença e pouco tempo depois tornou-se referência para AIDS e outras doenças infectocontagiosas.  Produz grande quantidade de pesquisas, ligadas a dissertações de mestrados e teses de dourados.

## Atendimento
Atende cerca de 1.600 pacientes e possui a melhor infraestrutura de atendimento de pessoas vivendo com HIV/aids em Minas - interna em média 26% de todos os pacientes de aids no Estado. São cerca de 100 internações mensais. O HEM ainda oferece o Hospital-dia (com mais de 50 pacientes cadastrados) para Tuberculose, doenças infectoparasitárias (DIP) e Leishmaniose. O serviço ambulatorial atende acima de 500 pacientes por mês, com atendimento em doenças infectocontagiosas, especialmente Tuberculose, AIDS e Dermatologia.
O Hospital Eduardo de Menezes tem papel estratégico no SUS de Minas Gerais, sendo unidade de resposta hospitalar rápida a surtos de alta complexidade e manejo de pacientes, epidemias complexas e pandemias. Cumpre papel importante no atendimento de casos complexos e graves de dengue em adultos, cumpriu papel estratégico na epidemia de H1N1 em 2009, executou o maior número mundial de atendimentos de febre amarela em uma única instituição hospitalar, na epidemia de 2017 a 2019, No Hospital Eduardo de Menezes foram admitidos 376 casos suspeitos de febre amarela de 07/2017 até 04/2018. Em momento sanitário grave, recente, o Hospital executou volumoso atendimento de casos graves de COVID-19 nos anos de 2020 e 2021 com altíssima eficiência operacional e de uso de leitos segundo aferição pelo DRG (“Diagnosis-Related Groups”) comparado com o mix de hospitais brasileiros de perfil equivalente, hospital de referência para casos complexos de Monkeypox. O Hospital Eduardo de Menezes aguarda a construção da nova sede, anunciada pelo Governo do Estado de Minas Gerais https://www.agenciaminas.mg.gov.br/noticia/governo-de-minas-anuncia-r-200-milhoes-para-a-construcao-do-novo-hospital-eduardo-de-menezes e necessária para execução assistencial em condições estruturais e densidade tecnológica condizente com o papel do Hospital no SUS estadual. O Hospital Eduardo de Menezes oferta residência médica em infectologia e residência médica em dermatologia, cumprindo importante entrega de médicos especialistas para ao sistema de saúde e para a sociedade.